# Cantharis rustica
Cantharis rustica é uma espécie de besouro soldado do gênero Cantharis.

## Descrição
Na Europa central, os besouros adultos aparecem entre maio e julho. As larvas são ativas do final do verão até o início da primavera e, em março e abril, aparecem como fantoches.

## Alcance
Segundo o GBIF, o Cantharis rustica se espalha por toda a Europa. Do norte da Escandinávia às margens do Mediterrâneo e do Oceano Atlântico à Rússia central.

## Habitat
Esta espécie de besouro aparenta ter preferência por terras aráveis.